# Монтефалконе Апенино
Монтефалко̀не Апенѝно (на италиански: Montefalcone Appennino, на местен диалект Montefargò, Монтефарго) е село и община в Централна Италия, провинция Фермо, регион Марке. Разположено е на 757 m надморска височина. Населението на общината е 470 души (към 2011 г.).
До 2004 г. общината е част от провинция Асколи Пичено, когато участва в новата провинция Фермо.